# Vídeňská operace
Vídeňská operace byla ofenzíva 3. ukrajinského frontu sovětské armády a 1. bulharské armády ve Velké vlastenecké válce, útočící na německá vojska v Rakousku, která trvala od 16. března do 15. dubna 1945.

## Situace před bitvou
Po pádu Maďarska a neúspěšné německé operaci Jarní probuzení ustoupila německá 6. tanková armáda SS do vídeňské oblasti. Němci zoufale připravovali obranná postavení, která by zastavila postup Rudé armády. 16. března 1945 vojska 2. a 3. ukrajinského frontu zahájila postup ve směru na Vídeň a na Bratislavu. 25. března překročila sovětská vojska řeku Hron, čímž byla zahájena Bratislavsko-brněnská operace. Na rakouské území vstoupila Rudá armáda 30. března 1945.

## Bitva o Vídeň

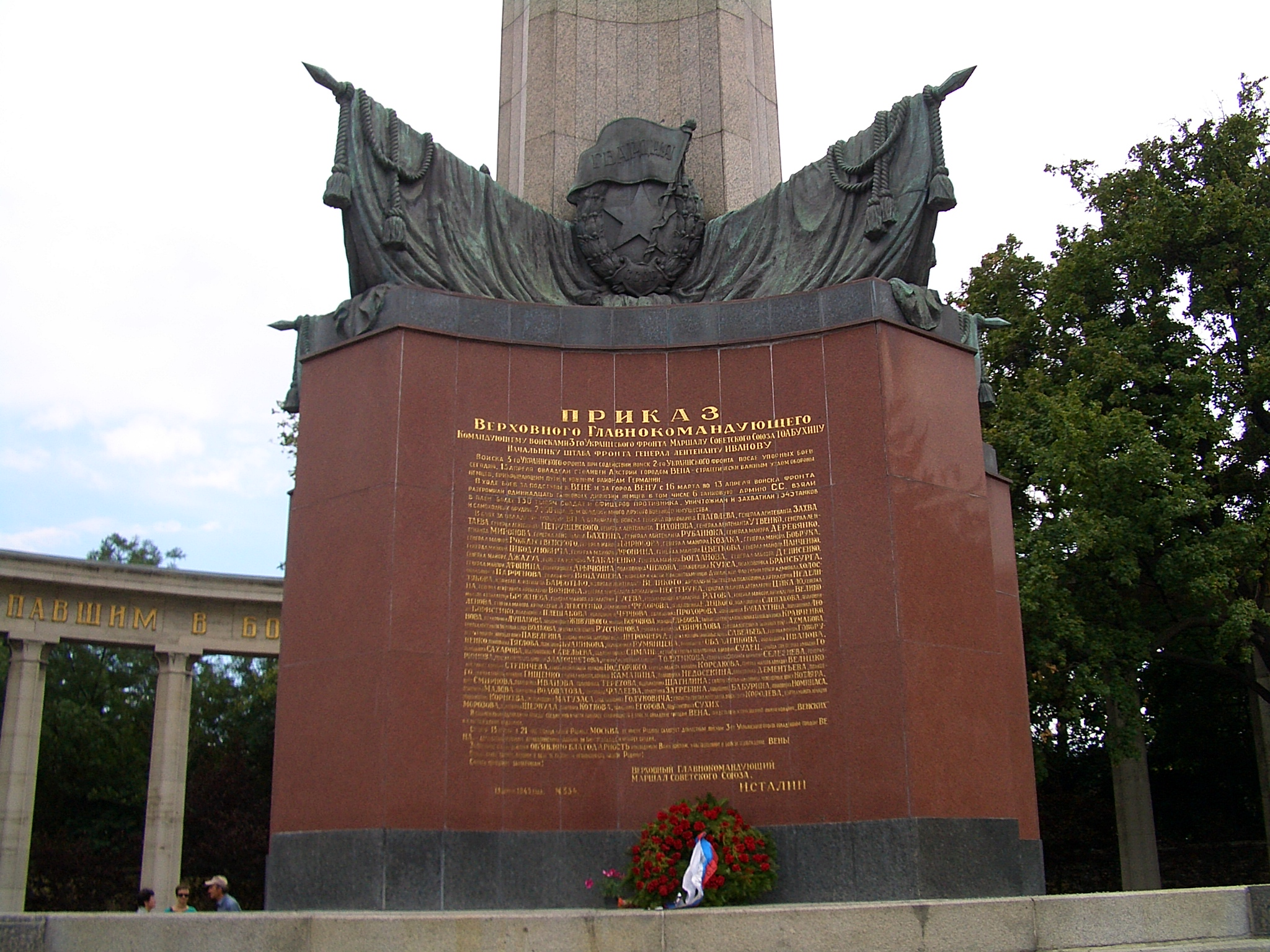
Monument Rudé armády ve Vídni

2. dubna 1945 zahájila Rudá armáda útok na Vídeň. Objevily se zprávy, že hlavní město Rakouska bylo vyhlášeno otevřeným městem, což však bylo popřeno. Sověti prvního dne obsadili Vídeňské Nové Město, Eisenstadt, Neunkirchen a Gloggnitz. V Rakousku se mezitím vytvořila skupina lidí v čele s rakouským důstojníkem sloužícím v německé armádě Karlem Szokollem, která se pokoušela sabotovat německou obranu a umožnit sovětským vojskům obsadit Vídeň bez boje, aby nedošlo v samém závěru války ke zbytečným ztrátám na životě a na majetku. Vídeň však držela 6. tanková armáda SS, která byla věrna Hitlerovi a která byla připravena bránit Vídeň za každou cenu. Po obchvatném manévru tanků generála Kravčenka se v předměstích Vídně rozhořely těžké pouliční boje, které trvaly týden, než se je Sovětům podařilo dobýt. Střed Vídně tak byl odříznut od zbytku Rakouska a 9. dubna byly zahájeny boje v centru města. K dobývání byly použity i lodě Dunajské flotily, které provedly výsadky, díky nimž došlo i k záchraně Říšského mostu (Reichsbrücke), z něhož byly vystříhány kabely vedoucí k náložím. 13. dubna 1945 se vzdali poslední obránci Vídně a boje byly skončeny.

## Dohra
15. dubna 1945 se dala sovětská vojska do pohybu a postupovala dále na západ k Linci, kde se nacházely zbytky německého uskupení. 6. gardová tanková armáda zase postupovala na sever na Moravu, kde se zúčastnila bojů o Brno v rámci Bratislavsko-brněnské operace.